# Biwer
Biwer (luxemburguès Biwer) és una comuna i vila a l'est de Luxemburg, que forma part del cantó de Grevenmacher. Comprèn les viles de Biwer (amb Breinert), Boudler, Brouch, Hagelsdorf, Wecker i Weydig.

## Població
| Nacionalitat   | Població | %      |
| -------------- | -------- | ------ |
| luxemburguesos | 1.113    | 74,60% |
| Forasters      | 379      | 25,40% |
| - portuguesos  | 83       | 5,56%  |
| - francesos    | 23       | 1,54%  |
| - italians     | 17       | 1,14%  |
| - belgues      | 11       | 0,74%  |
| - alemanys     | 73       | 4,89%  |
| - iugoslaus    | 85       | 5,70%  |
| - altres       | 87       | 5,83%  |

## Evolució demogràfica
| Any        | Població |
| ---------- | -------- |
| 15/02/2001 | 1.492    |
| 01/01/2002 | 1.500    |
| 01/01/2003 | 1.543    |
| 01/01/2004 | 1.588    |
| 01/01/2005 | 1.618    |